# Xã Schroeder, Quận Cook, Minnesota
Xã Schroeder (tiếng Anh: Schroeder Township) là một xã thuộc quận Cook, tiểu bang Minnesota, Hoa Kỳ. Năm 2010, dân số của xã này là 205 người.